# Гертруда от Нивел
Гертруда от Нивел (на немски: Gertrud von Nivelles, Gertraud, Gertraudt, Gertrude, Geretrudis) е абатеса на манастира Нивел в Белгия. Тя е Светия и покровителка на Ланден. Чества се на 17 март.

## Произход и религиозна дейност
Гертруда е дъщеря на Пипин Ланденски (580 – 640), франкски майордом (хаузмайер) на Австразия, и съпругата му Ита от Нивел (592 – 652), която подарява през 640 г. манастира Андена в Белгия. Тя е по-малка сестра на св. Баво, Света Бега и майордом Гримоалд Стари.
На 14 години тя влиза в основания от нейната майка манастир в Нивел. През средата на 7 век Гертруда основава бенедиктинското абатство в Карлбург в Долна Франкония, който се грижи особено за бедните, болните и сакатите. След смъртта на майка ѝ Гертруда ръководи като абатеса от 652 г. до смъртта си абатството в Нивел.